# Žbince
Žbince é um município da Eslováquia, situado no distrito de Michalovce, na região de Košice. Tem 15,07 km² de área e sua população em 2018 foi estimada em 991 habitantes.

## Demografia
| Ano:        | 1994 | 2004    | 2014   | 2024   |
| ----------- | ---- | ------- | ------ | ------ |
| Broj ljudi: | 856  | 955     | 965    | 987    |
| Razlika:    |      | +11,56% | +1,04% | +2,27% |

| Ano:               | 2023 | 2024   |
| ------------------ | ---- | ------ |
| Número de pessoas: | 994  | 987    |
| Diferença:         |      | -0,70% |